# オキナワルリチラシ
オキナワルリチラシ（学名:Eterusia aedea）はチョウ目マダラガ科ホタルガ亜科に属するガの一種。

## 分布
スリランカ、インド、ネパール、ミャンマー、タイ、中国、台湾にかけてのアジア一帯と、日本では琉球列島から本州中部まで広く分布しており、名にオキナワとあるが南西諸島特産種ではない。ただし、南西諸島産のものは多くの亜種に細分される。また本州のうち温暖でない地域では個体数が極めて少ないため、自治体によっては絶滅危惧種としてレッドリストに掲載しているところもある。

## 形態
成虫は開翅長30-35mm ほどの小さなガであるが、名にあるとおり前後翅、頭胸部及び脚に見る方向によって緑から瑠璃色に変化する金属光沢を有し、日本産のガとしてはサツマニシキと並ぶ美しいガである。ただし、体のどの部位にどのくらいの金属光沢が出るかは亜種により異なり、八重山産種は前後翅のほぼ全部が光り輝くが、本州に産する亜種は地味な赤褐色にしかならない。
成虫の前翅は中央を白帯が横切り、その外側に白斑が散りばめられる。地色は亜種により青や緑の美しい金属光沢になったり、地味な赤褐色になる。後翅は胴体との付け根あたりから中央部あたりまでほとんどが白く、残ったわずかな外縁部に白斑を交えた地色が広がる。
オス、メスともに櫛型の触角を有する。オスの触角の櫛歯はメスよりはるかに長く、先端が扁平となり広がる。
幼虫は、体色がオレンジ色になる。

## 生態
幼虫は、ヒサカキやツバキなどを食草とする。人の手で捕えるなど、体表に何か触れると、外敵から身を守るため、胸部から青酸系の毒物を含んだ白い泡のような液体を出す習性がある。
成虫は、チョウのように昼間飛ぶことが多い。

## 亜種

### 日本産亜種
- 久米島亜種 Eterusia aedea azumai Owada, 2001
- 徳之島亜種 Eterusia aedea hamajii Owada, 2001
- 中之島亜種 Eterusia aedea masatakasatoi Owada, 2001
- 屋久島種子島亜種 Eterusia aedea micromaculata Inoue, 1982
- 八重山亜種 Eterusia aedea okinawana Matsumura, 1931
- 沖縄本島亜種 Eterusia aedea sakaguchii Matsumura, 1931
- 本土亜種 Eterusia aedea sugitanii Matsumura, 1927
- 奄美亜種 Eterusia aedea tomokunii Owada, 1989